# Раде Хамовић
Ратомир Раде Хамовић (Рогами, код Стоца, 13. фебруар 1916 — Љубљана, 19. мај 2009) био је учесник Народноослободилачке борбе, генерал-пуковник ЈНА и народни херој Југославије. У периоду од 16. јуна 1961. до 15. јуна 1967. обављао је дужност Начелника Генералштаба Југословенске народне армије.

## Биографија
Радетови преци су се око 1840. године преселили са Дурмитора у село До у столачком крају. У новом окружењу Хамовићи су се успешно снашли, тако да су до Првог светског рата постали једна од богатијих породица у граду, са две куће, од којих је једна сматрана најлепшом у граду.
Раде је рођен 13. фебруара 1916. године у селу Рогами, код Стоца, од оца Милана и мајке Савете. У својој аутобиографији Капетан Раде са Романије пише да је његов отац Милан био пословни мозак породице. Током Првог светског рата обогатио се тргујући кафом и храном уз одобрење Аустроугарске владе.
Основну школу је завршио у родном селу, гимназију у Сарајеву, а Војну академију у Београду, 1936. године као један од десет најбољих академаца у класи и као такав могао је да бира службу у ком хоће гарнизону. Раде је изабрао службу у гарнизону у Петровграду (данашњи Зрењанин) у 25. пешадијском пуку, који је носио има румунског краља Фердинанда I. После једне кафанске туче, Раде Хамовић је пребачен из Зрењанина у Пешадијску официрску школу гађања у Сарајеву, где је био, као потпоручник, командир вода у Школском батаљону од 1938—1941. године.
За време службовања у Сарајеву ступио је у редове сарајевске омладинске организације и учествовао у неким њеним акцијама.

### Народноослободилачка борба
Напад Немачке на Краљевину Југославију, 6. априла 1941. године, затекао га је на дужности интенданта Шездесетог пешадијског пука у Дервенти. После капитулације Југословенске краљевске војске, успео је да избегне заробљавање и дође у родни крај.
Раде је ступио у вези са Светозаром Вукмановићем Темпом и Хасаном Бркићем, који су тада радили на организовању припрема за устанак у Босни и Херцеговини. Крајем јула 1941. године, Раде одлази на Романију и у Романијском НОП одреду постаје начелник Штаба. Заједно са командантом Одреда, Славишом Вајнером Чичом, планирао је и руководио нападом на усташко упориште у Сокоцу.
Октобра 1941. године, Раде је именован за команданта Калиновичког НОП одреда, који је оперисао на сектору Сарајево–Фоча. Члан Комунистичке партије Југославије (КПЈ) постао је 15. октобра 1941. године. После неколико успешно изведених акција против непријатеља, одлуком Врховног штаба Народноослободилачке партизанске и добровољачке војске Југославије (ВШ НОП и ДВЈ) од 6. маја 1942. године, Раде Хамовић је изабран за члана Врховног штаба, што је био до краја рата.
Половином 1942. године, прешао је са Одредом у централну Босну, а убрзо је именован за начелника Штаба, а потом и команданта Десете херцеговачке ударне бригаде. После уништења гарнизона у Прозору и заузимања Раме, Хамовић је са Десетом херцеговачком бригадом напао немачке снаге, које су вршиле притисак на Пету пролетерску (црногорску) бригаду.
Током Народноослободилачке борбе, Раде Хамовић је обављао следеће дужности:
- начелник Штаба Романијског партизанског одреда (1941),
- командант Калиновичког партизанског одреда (1941),
- члан Врховног штаба НОП и ДВЈ (6. маја 1942),
- начелник Штаба, а потом и командант Десете херцеговачке ударне бригаде (8. августа 1942),
- начелник Штаба 29. херцеговачке дивизије, од децембра 1943.
- начелник Штаба Другог ударног корпуса НОВЈ, од јула 1944.
- начелник Оперативног одељења Главног штаба НОВ и ПО БиХ, од септембра 1944.
- делегат Врховног штаба на Сремском фронту.

Као делегат Врховног штаба НОВ и ПОЈ, а касније Генералштаба ЈА, усклађивао је операције Прве, Друге и Треће југословенске армије на Сремском фронту.

### Послератни период
Непосредно после завршетка рата, Раде Хамовић је наставио да ради на дужности Начелника Оперативне управе Генералштаба ЈА. У том периоду решавао је многе проблеме и опасности за безбедност земље, као што су биле ликвидација остатака непријатељских формација из Другог светског рата, грађански рат у Грчкој, притисци ИБ-а, Тршћанска криза, америчка војна помоћ, Балканска федерација са Грчком и Турском. У име Југословенске армије (ЈА) се опростио од Велимира Јакића, на његовој сахрани октобра 1946. године.
У периоду од 1952—1956. године био је Командант 3. армијске војне области у Скопљу, да би од 1956—1961. године био премештен за Команданта 5. армијске области у Загребу. Од 1965. до одласка у пензију био је члан Опуномоћства ЦК СКЈ за ЈНА.
Функцију Начелника Генералштаба ЈНА обављао је од 16. јуна 1961. до 15. јуна 1967. године. Потом је био на дужности Главног инспектора ЈНА, до 30. септембра 1968. године, када је превремено пензионисан у чину генерал-пуковника ЈНА. Разлог одласка у пензију је било његово противљење да се изврши мобилизација у Југославији за време чехословачке кризе августа месеца 1968. године, јер је сматрао да је мобилизација веома скупа радња, а да Југославији не прети опасност од интервенције Варшавског пакта. Био је у праву, али џаба. Неправда према њему никада није исправљена.
Поред војних функција, биран је за народног посланика у Народној скупштини НР Босне и Херцеговине. Био је члан Савета народне одбране и члан Главног одбора ССРН Југославије.
Бавио се војном публицистиком, а био је и у руководилац југословенске редакције књиге „Београдска операција” (Београд/Москва, 1964).
Чин генерал-мајора добио је 1944, генерал-лајтнанта 1947, а генерал-пуковника ЈНА 1955. године.
Преминуо је 19. маја 2009. године у Љубљани. По сопственој жељи је сахрањен у Алеји народних хероја на Новом гробљу у Београду.

## Породица
Раде Хамовић женио се два пута. Прва супруга му је била Љерка-Јелена Дурбешић (1918—2011), која потиче из познате хрватске племићке породице Дурбешић. Она је рођена у Сарајеву у породици познатог адвоката Ивана Дурбешића. Потом је студирала хемију у Београду. За време студија прикључила се револуционарном студентском покрету и постала члан КП Југославије. Учествовала је у Народноослободилачком рату и имала је чин мајора НОВЈ. Умрла је у Београду октобра 2011. и сахрањена је на загребачком гробљу Мирогој.
Раде се са њом упознао још у партизанима, а имали су двоје деце — ћерку Невену, рођену 1946. и сина Вука, рођеног 1949. године. Син Вук Хамовић, је један од познатијих српских бизнисмена.
Друга Радетова супруга је била Љерка Кервина-Хамовић (1929—2016), хемичарка и професорка Биотехничког факултета у Љубљани. Она је рођена у Завидовићима, хемију је дипломирала на Универзитету у Загребу, 1953, а докторирала је на Универзитету у Београду, 1973. године. Године 1984. Раде се са њом преселио у Љубљану, где је живео до смрти 2009. године.

## Признања и одликовања
Носилац је Партизанске споменице 1941. и других југословенских одликовања. Орденом народног хероја одликован је 23. јула 1952. године.
Југословенска одликовања, којима је одликован — Орден ратне заставе, Орден партизанске звезде првог реда (два пута), Орден партизанске звезде другог реда, Орден заслуга за народ првог реда, Орден братства и јединства првог реда, Орден народне армије првог реда, Орден рада првог реда, Орден за војне заслуге првог реда и Орден за храброст.
Инострана одликовања, којима је одликован — Орден црвене заставе и Орден 20 година победе (СССР); Орден народне слободе и Орден победе (НР Бугарска); Орден партизанске звезде (НР Албанија); Орден Вир Тути Милитари, Орден реститута и Орден братства по оружју (НР Пољска), Орден белог лава за витештво и Орден гвоздени крст (ЧССР); три египатска и два грчка одликовања, као и плакета Вест Поинта (САД).